# Rafael de Borgoña
Rafael de Borgoña, también conocido como Rafael de Mercatellis, fue un funcionario eclesiástico, consejero imperial y bibliófilo. Era uno de los numerosos hijos ilegítimos del duque Felipe el Bueno. Fue destinado a una carrera dentro de la iglesia, tras convertirse en abad de la Abadía de San Bavón en Gante, reunió una colección de lujosos manuscritos iluminados y decorados. La biblioteca que creó es consideraba la biblioteca más antigua de los Países Bajos que contiene una cantidad significativa de libros humanistas del Renacimiento. Sesenta y cinco libros de su biblioteca se han rastreado a colecciones de todo el mundo, lo que la convierte en una colección de libros medievales intacta atribuible a un solo propietario.

## Biografía
Rafael era hijo ilegítimo del duque Felipe III de Borgoña y de una mujer de la familia de comerciantes Mercatelli, de origen veneciano y se había establecido en Brujas por motivos comerciales. La madre de Rafael era esposa de un comerciante llamado Bernardo. Como la mayoría de sus medio hermanos varones, recibió educación y una carrera profesional de la corte borgoñona.
Estudió teología en París (se graduó en 1462) y siguió una carrera dentro de la iglesia. A los 27 años fue nombrado abad de la Abadía de San Pedro en Oudenburg al oeste de su ciudad natal Brujas, donde se hizo amigo del humanista Jan Van de Veren o Johannes de Veris. En 1478 fue nombrado abad de la prestigiosa Abadía de San Bavón en Gante. En 1487 fue nombrado obispo titular de Rhosus y obispo auxiliar de Tournai, y un año después el emperador Maximiliano I del Sacro Imperio Romano Germánico lo nombró consejero. Se retiró a Brujas en 1507 de sus deberes oficiales y murió al año siguiente. Planeó un gran monumento funerario para sí mismo, y a su muerte su cuerpo fue supuestamente transportado de Brujas a Gante por una comitiva que incluía 100 caballos.
A lo largo de su vida profesional, parece haber prestado poca atención a sus deberes religiosos. Se dice que descuidó el mantenimiento de los edificios de la abadía, y aunque acumuló una gran biblioteca, esta contenía muy pocos textos religiosos, ni siquiera una Biblia o un libro de horas, un tipo de libro de oración popular en aquella época. Se ha sugerido que consideraba sus puestos principalmente como una fuente de ingresos.

## Colección de libros

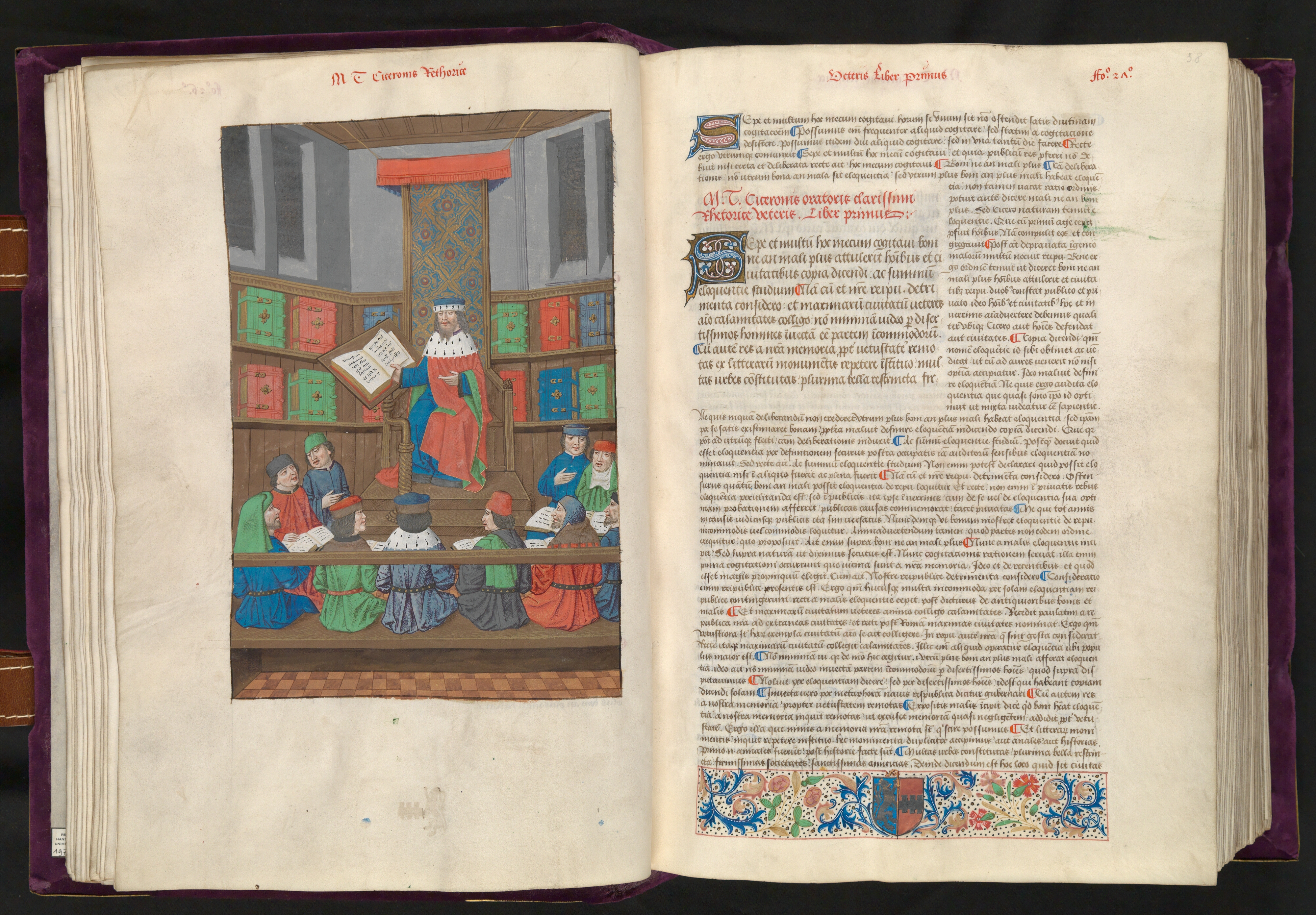
Un manuscrito (una colección de obras de entre ellos Cicerón y Ermolao Bárbaro) de la biblioteca de Mercatellis con una miniatura a página completa.

Rafael comenzó a comprar libros a una temprana edad, tras ser nombrado abad de la abadía de San Pedro en Oudenburg. Al llegar a la abadía de San Bavón, utilizó sus fondos para encargar manuscritos cada vez más costosos. Los libros encargados por de Mercatellis eran de factura lujosa, escritos en fino pergamino y encuadernados en damasco, seda o camelote de colores vivos. A menudo contienen su escudo de armas y un monograma no identificado, LYS o SLY. Todos los manuscritos de su biblioteca fueron encargados por él mismo, no siendo comprados de segunda mano ni confeccionados, lo cual es muy raro para una colección medieval. Se hicieron en talleres de Brujas y Gante. Es posible que de Mercatellis escribiera él mismo el texto de algunos de los libros, actuando como escriba. En esa época encargar libros manuscritos y decorados de esta manera ya se estaba volviendo anticuado, ya que los libros impresos habían comenzado a reemplazar a los manuscritos. De hecho, las miniaturas encontradas en varios libros encargados por de Mercatellis eran copias de xilografías. Encargar libros hechos a mano de esta manera podría haber sido una forma de parecer distinguido y erudito, y también podría haber sido una forma de exhibir su linaje.
Al mismo tiempo, la colección ha sido descrita por Hendrik Defoort, de la Biblioteca de la Universidad de Gante, como la "biblioteca humanista más importante de los Países Bajos antes del siglo XVI" y fue, según el historiador de arte Alain Arnould, la primera biblioteca de los Países Bajos «en revelar un amplio interés en lo que podríamos llamar ideas renacentistas», lo que le otorga importancia histórica. Contenía varios libros de autores clásicos, así como de escritores italianos, que transmitían ideas humanistas. La aversión hacia los libros impresos era compartida por otro bibliófilo humanista de la época, Federico da Montefeltro. Además, la biblioteca de de Mercatellis también contenía libros sobre geografía, medicina y pseudociencias como la astrología y la quiromancia. No se sabe con exactitud cuántos ni qué libros constituían la biblioteca de Rafael de Mercatellis, pero un inventario del siglo XVI enumera 80 libros. nl Alberto Derolez identificó un total de 57 libros atribuibles a la colección de Mercatellis en 1979; Hendrik Defoort en 2022 enumeró 65 libros repartidos en varias colecciones de diferentes países.
Tras la muerte de de Mercatellis, algunos de los libros se dispersaron de la biblioteca de la Abadía de San Bavón. Algunos se encuentran actualmente en la biblioteca de la ciudad de Haarlem en los Países Bajos, y es posible que hayan sido llevados allí como botín durante la Guerra de los Ochenta Años. Otros libros fueron vendidos poco a poco por los canónigos de San Bavón, incluyendo un conjunto de 15 manuscritos vendidos al conde de Leicester y que hoy se encuentran en Holkham Hall, Inglaterra. Si bien muchas colecciones eclesiásticas fueron confiscadas por los franceses durante las Guerras Revolucionarias Francesas, los manuscritos restantes de la biblioteca de de Mercatellis evitaron este destino y en 1817 fueron llevados a la biblioteca de la Universidad de Gante. La biblioteca de la universidad posee hoy 22 libros originalmente encargados por de Mercatellis. Es inusual que una colección de libros medievales sea atribuible a un único propietario original y que haya sobrevivido a través de la historia relativamente intacta de esta manera. Desde 2013, la colección de Gante de los libros que quedan de la biblioteca de Mercatellis ha sido designada formalmente como "pieza cumbre" según el Decreto de Obras Maestras de la Comunidad Flamenca de Bélgica, y por lo tanto considerada "rara e indispensable para la Comunidad Flamenca".